# Ley marcial en Polonia

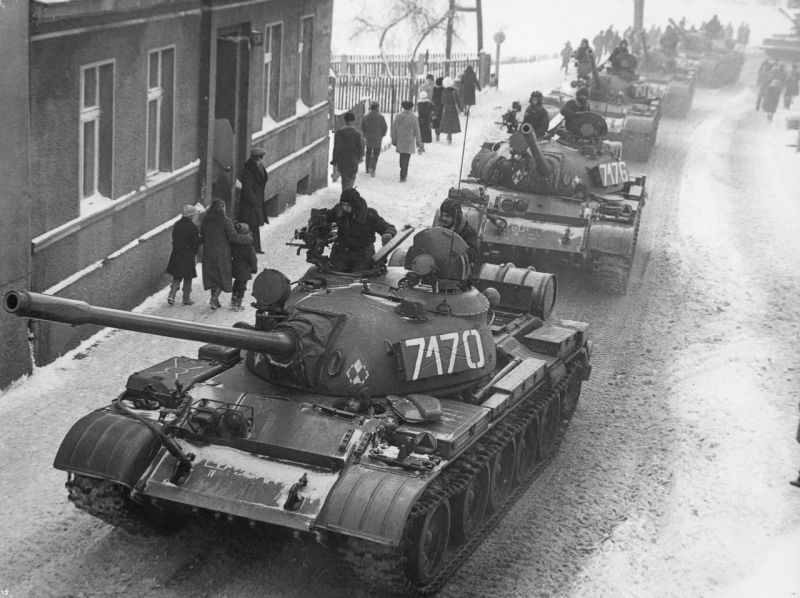
Columna de T-55 entran en la ciudad de Zbąszynek, el 13 de diciembre de 1981.

El período de ley marcial en Polonia se refiere al tiempo transcurrido entre el 13 de diciembre de 1981 y el 22 de julio de 1983, cuando el gobierno de la República Popular de Polonia restringió drásticamente la vida normal de los ciudadanos. La frase en polaco es «Stan Wojenny», que traducido literalmente quiere decir «estado de guerra».

## Historia
Aunque el país permaneció en paz durante este período, los movimientos opositores como Solidarność fueron prohibidos y sus líderes, encarcelados. La ley marcial fue causa de muertes; sus responsables hablaron de una docena de víctimas aproximadamente. Una comisión parlamentaria entre 1989 y 1991 arrojó una estadística de unas noventa víctimas mortales.
Incluso tras el levantamiento de la ley marcial, las restricciones permanecieron varios años. La ley marcial tuvo también consecuencias económicas negativas. Fue establecida una «reforma económica» que se sumó a un gran aumento de precios, como resultado de que los ingresos de la población cayesen en términos reales un 20 % aproximadamente (aunque algunas estimaciones son todavía mayores).

## Derogación
Tras el fin de la República Popular en 1989, se determinó que la ley marcial había sido declarada violando la constitución polaca. Ésta autorizaría al Consejo de Estado a declarar la ley marcial sólo entre sesiones parlamentarias (en otro caso la decisión debía de ser tomada por el Sejm (el parlamento polaco). Sin embargo, el Sejm estaba en sesión en el momento en que se declaró la ley marcial. En 1992, el Sejm declaró la ley marcial ilegal en Polonia. En 2006, el gobierno de Polonia anunció que presentaría cargos contra Wojciech Jaruzelski por la represión de 1981.